# 파피용 (소설)
파피용(프랑스어 원제: Le Papillon des étoiles, 별들의 나비)은 베르나르 베르베르가 글을 쓰고, 일러스트레이터 뫼비우스가 그림을 그린 2007년 발행된 과학소설이다.
인간이 살기 힘들 정도로 자연이 오염되자 이브 크라메르는 '새로운 희망' 프로젝트를 계획하고 많은 과학자들의 도움으로 파피용이라는 우주선을 제작해 우주로 나간다. 지구를 탈출한 14만 4천의 인간들은 1000년간 새로운 지구로의 여행을 시작한다.